# Courrières
 Courrières  es una población y comuna francesa, situada en la región de Norte-Paso de Calais, departamento de Paso de Calais, en el distrito de Lens y cantón de Courrières.

## Demografía
| 7738 | 9296 | 12 491 | 12 612 | 11 376 | 10 588 |
| Para los censos de 1962 a 1999 la población legal corresponde a la población sin duplicidades (Fuente: INSEE [Consultar]) |      |        |        |        |        |